# Castanotherium pellitum
Castanotherium pellitum är en mångfotingart som beskrevs av Carl Graf Attems 1932. Castanotherium pellitum ingår i släktet Castanotherium och familjen Zephroniidae. Inga underarter finns listade i Catalogue of Life.